# Нижний Тунуй
Нижний Тунуй — деревня в Бирилюсском районе Красноярского края России. Входит в состав Кирчиженского сельсовета. Находится на левом берегу реки Тунуй (приток Чулыма), примерно в 25 км к северо-западу от районного центра, села Новобирилюссы, на высоте 181 метра над уровнем моря.

## Население
| 2010 |
| ---- |
| 57   |

Гендерный состав
По данным Всероссийской переписи населения 2010 года 30 мужчин и 27 женщин из 57 чел.

## Улицы
Уличная сеть деревни состоит из 2 улиц (ул. Новая и ул. Советская).